# Yên Châu
Yên Châu est le chef-lieu du district de Yên Châu dans la province de Sơn La au Viêt Nam.

## Géographie

### Localisation
La ville est bordée au nord-est par la commune de Sặp Vạt, au nord-ouest et à l'ouest par Chiềng Pằn, au sud-ouest par Phiêng Khoài et au sud-est par Chiềng Khoi.

### Géographie physique
Couvrant une superficie de 1,15 km², la ville est traversée par le Hẹ.

### Urbanisme

#### Subdivisions
La ville de Yen Chau est divisée en six arrondissements, numérotées de 1 à 6.

#### Transport
La ville est traversée par la route nationale 6. La ville est accessible en bus à partir de la gare routière My Dinh de Hanoï.

## Histoire
La ville de Yên Châu a été créée le 28 février 1988 à partir de certaines portions de la commune de Viêng Lán.

## Politique
Le code administratif de la ville est 04060.

## Démographie
La population s'élève à 3 976 habitants.

## Tourisme
Yen Chau est d'écrit comme « un petit village tranquille où il fait bon vivre ».

## Sources
- (vi) Cet article est partiellement ou en totalité issu de l’article de Wikipédia en vietnamien intitulé « Yên Châu (thị trấn) » (voir la liste des auteurs).